# 中国人民解放军上将列表
中国人民解放军上将列表是自1955年以来，中国人民解放军、中国人民武装警察部队中，获得上将军衔、警衔的人员名单，共276位上将（277人次）。
上将是中国人民解放军、中国人民武装警察部队的最高军衔、警衔。
- 1955年9月，中国人民解放军首次实行军衔制，上将为将官第二级，位于大将之下、中将之上。9月27日，授予55位高級將領上將軍銜，之後於1956、1958年再授予兩位，總共57位，又稱開國上將。
- 1965年6月，軍銜制被取消。
- 1988年9月，解放军实行新军衔制，但对军衔等级设置进行了调整，上将为将官第二级，位于一级上将之下、中将之上，是中央军委委员、总参谋长、总政治部主任、大军区级正职的编制军衔之一。9月14日，授予17名高级将领上将军衔（其中建国初期的上将1名、中将2名、少将9名、校官5名），此后的上将均由中将晋升[1]。
- 1989年1月，武警部队实行警衔制，等级设置与军衔类似，以武警中将为最高警衔。1995年12月，武警部队总部升格为正大军区级，相应增设武警上将。
- 1994年5月，修正后的《中国人民解放军军官军衔条例》[2]取消设而未授的一级上将，上将遂成为解放军最高军衔。大军区级正职改称正大军区职。
- 2000年后，在任上将数量都未超过正大军区职以上将领总数的2/3，即23－24名，后续每次正大军区职中将晋升上将军衔的名额基本以此为限。
- 2016年9月，正大军区职改称正战区职。
- 2021年1月，新的军官制度作出重大改革，军官军衔按照军种划分种类，在军衔前冠以军种名称。
- 1988年以来，中央军委共40次授予和晋升220位上将。

据2019年中央军委发布的《关于先行调整军级以上军官军衔晋升有关政策的通知》，上将是前三位的职务等级中央军事委员会副主席、中央军事委员会委员、正战区职的唯一编制军衔。正战区职将领满65岁或任正战区职满8年而不能晋升者须退役。

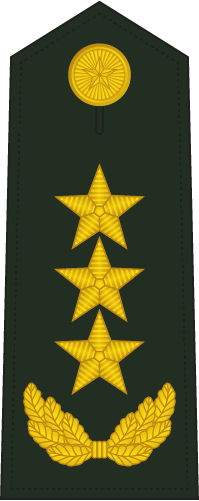
上将肩章
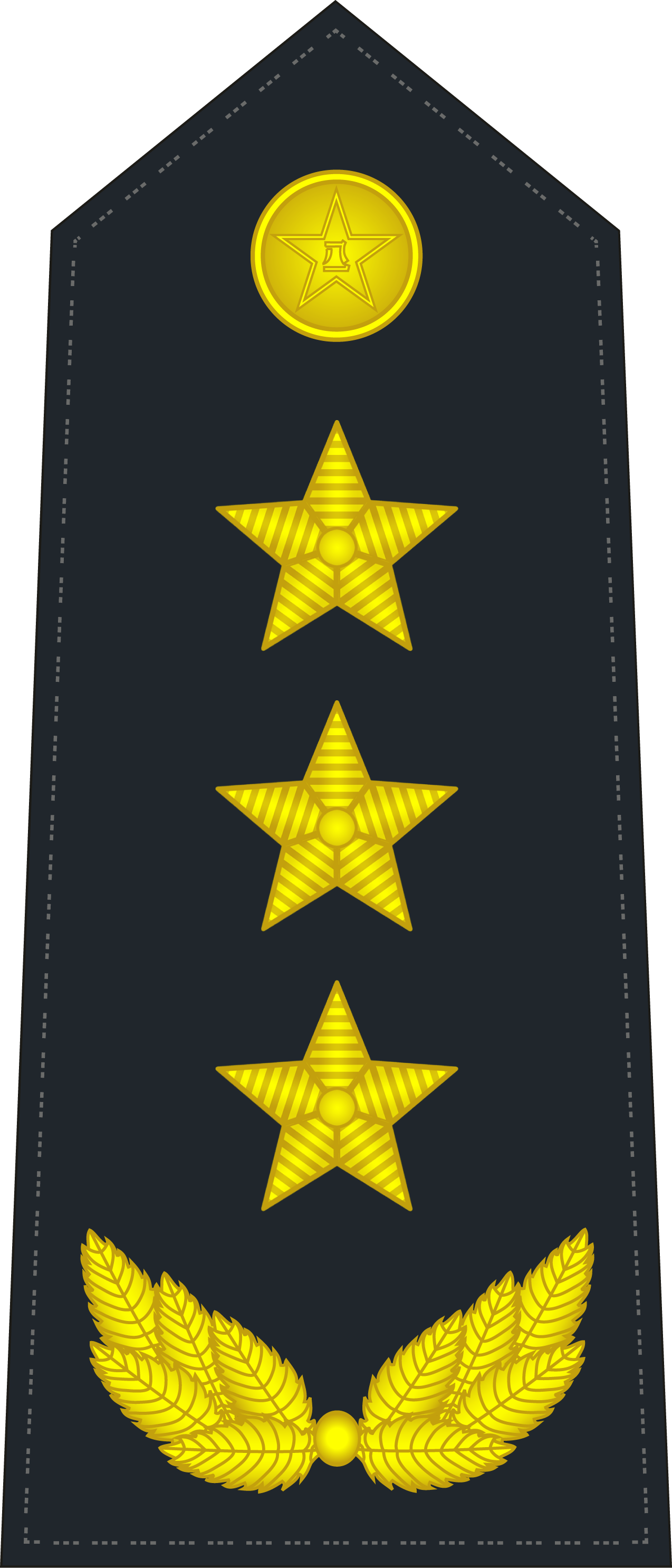
海军上将肩章
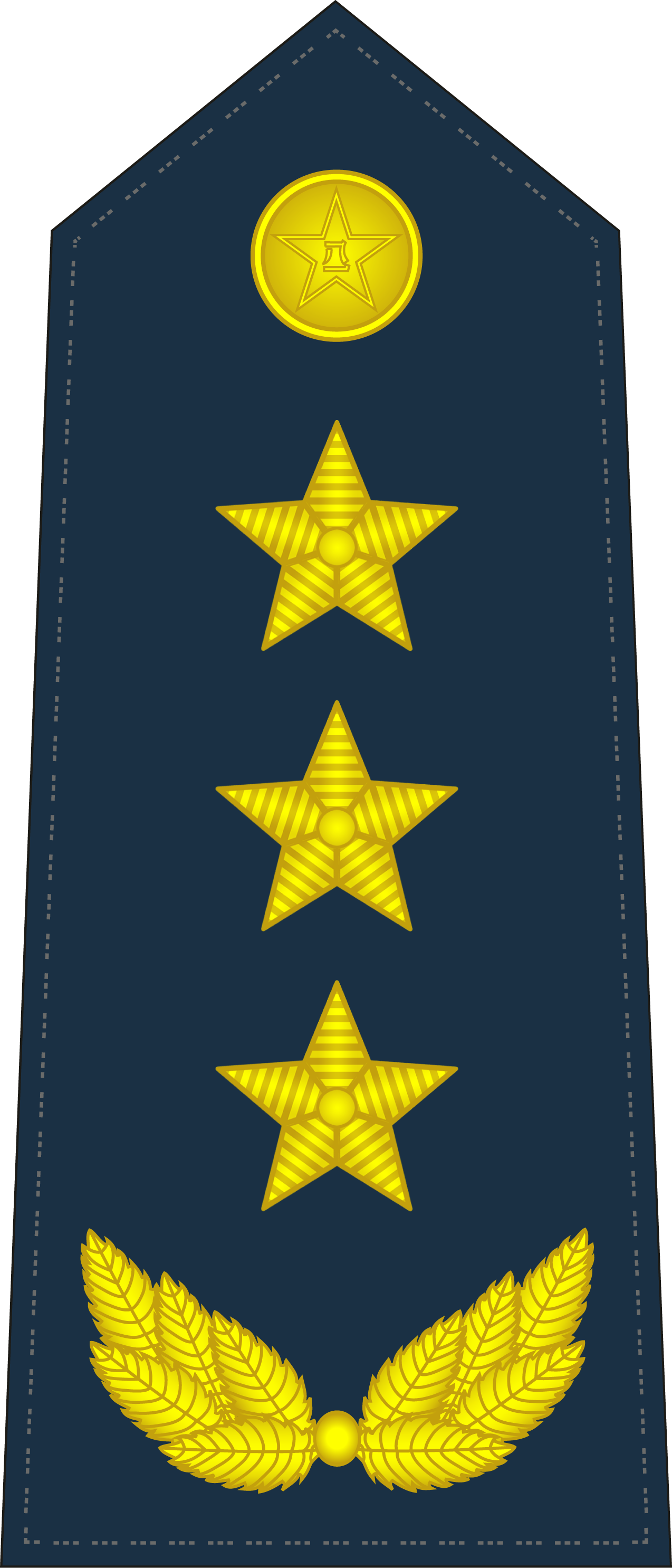
空军上将肩章
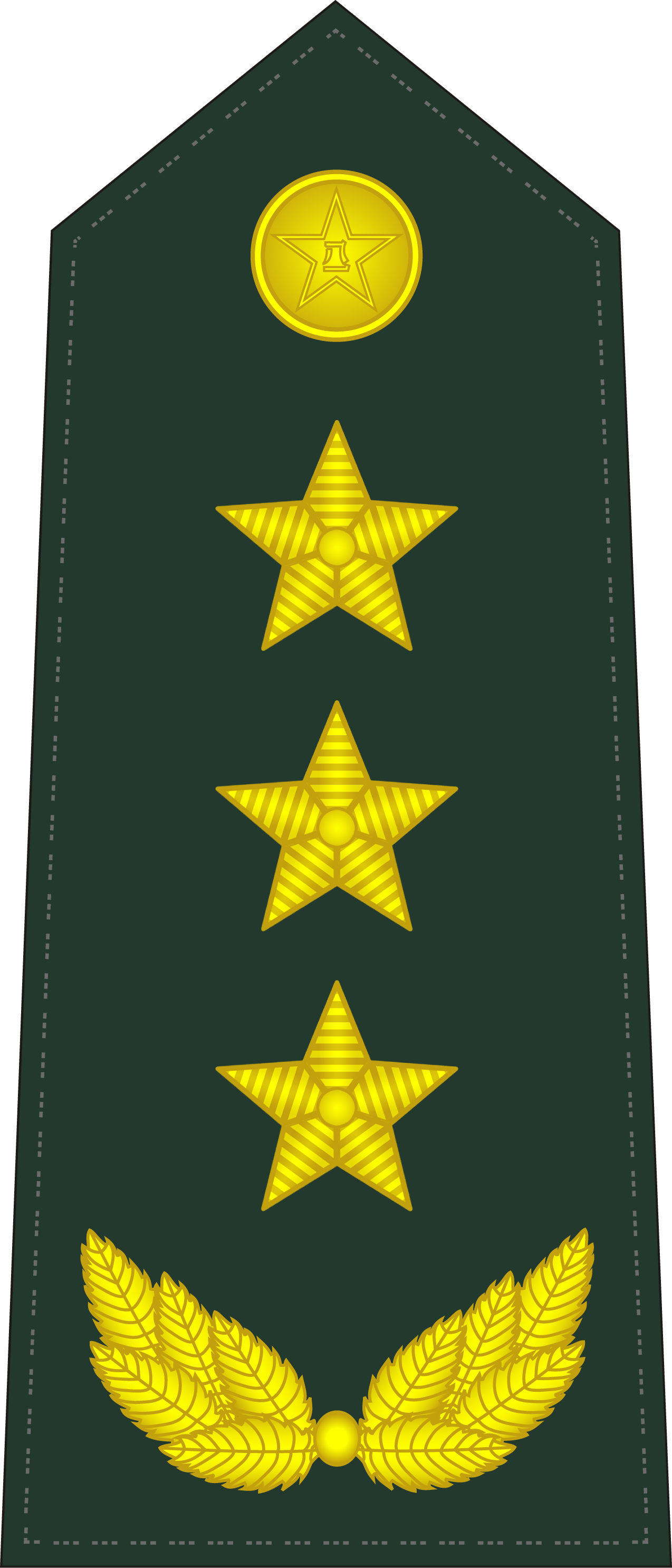
武警上将肩章

## 1955年首次授衔至1958年（57名）
以姓名简体笔划为序：
| 姓名                   | 照片 | 55年9月27日授衔时任职务 | 出生/时年                | 级别          | 资历及备注 | 逝世/享年                 |
| ---------------------- | ---- | --- | ------------------------ | ------------- | --- | ------------------------- |
| 王 平 上将             |      | 总参谋部动员部部长 | 1907年10月12日 47岁350天 | 副兵团级      | 一级八一勋章、一级独立自由勋章、一级解放勋章 后任中国人民志愿军副政委兼政治部主任、政委，军事学院政委，炮兵政委，武汉军区政委、第一政委，总后勤部政委，中央军委副秘书长、常委，中顾委常委 | 1998年2月8日 90岁119天    |
| 王 震 铁道兵上将       |      | 副总参谋长 铁道兵司令员兼政治委员                                                                                                  | 1908年4月11日 47岁169天  | 正兵团级      | 一级八一勋章、一级独立自由勋章、一级解放勋章 后任农垦部部长，国务院副总理，中央军委常委，中共中央政治局委员，中央党校校长，中顾委副主任，中华人民共和国副主席 | 1993年3月12日 84岁335天   |
| 王宏坤 海军上将        |      | 海军副司令员 | 1909年1月22日 46岁248天  | 正兵团级      | 一级八一勋章、一级独立自由勋章、一级解放勋章 后任海军第二政委 因文革中犯有严重错误，1984年被予留党察看、行政撤职、行政降级处分，按正兵团职待遇离职休养 | 1993年8月20日 84岁210天   |
| 王建安 上将            |      | 1956年1月25日授衔 离职疗养 (前职：中国人民志愿军第九兵团司令员兼政治委员)                                                          | 1908年10月12日 47岁105天 | 副兵团级      | 一级八一勋章、一级独立自由勋章、一级解放勋章 后任沈阳军区副司令，济南军区副司令，福州军区副司令，中央军委顾问，中央纪委常委 | 1980年7月25日 71岁287天   |
| 王新亭 上将            |      | 济南军区代理司令员兼第二政治委员                                                                                                   | 1908年12月23日 46岁278天 | 正兵团级      | 一级八一勋章、一级独立自由勋章、一级解放勋章 后任军事科学院副政委、政治部主任，副总参谋长，中央军委副秘书长，军事科学院政委、顾问 | 1984年12月11日 75岁354天  |
| 韦国清 公安军上将 壮族 |      | 广西省委第一副书记(未到职) 广西省人民委员会省长 公安军第二副司令员 国家民族事务委员会副主任                                        | 1913年9月2日 42岁25天    | 副兵团级      | 二级八一勋章、一级独立自由勋章、一级解放勋章 后任广西壮族自治区人民委员会主席，党委第二、第一书记，广西军区第一政委，自治区政协主席，全国政协副主席，中南局第二书记，广州军区第一政委，广西区革委会主任，中共中央政治局委员，全国人大常委会副委员长，广东省委第一书记，省革委会主任，总政治部主任，中央军委常委、副秘书长                                                     | 1989年6月14日 75岁285天   |
| 乌兰夫 上将 蒙古族     |      | 中华人民共和国国务院副总理 内蒙古自治区党委书记(第一) 内蒙古自治区人民委员会主席 内蒙古军区司令员兼政治委员 国家民族事务委员会主任 | 1906年12月23日 48岁278天 | 1952年 未评级 | 一级解放勋章 后任华北局第二书记，内蒙古自治区政协主席，全国人大常委会副委员长，中央统战部部长，中共中央政治局委员，全国政协副主席，中华人民共和国副主席 先后任五个国家级副职的领导岗位 | 1988年12月8日 81岁351天   |
| 邓 华 上将             |      | 副总参谋长 沈阳军区司令员 | 1910年4月28日 45岁152天  | 正兵团级      | 一级八一勋章、一级独立自由勋章、一级解放勋章 后任四川省人民委员会副省长，军事科学院副院长 | 1980年7月3日 70岁66天     |
| 甘泗淇 上将            |      | 总政治部副主任 | 1904年12月21日 50岁280天 | 正兵团级      | 一级八一勋章、一级独立自由勋章、一级解放勋章 后任中国共产党中国人民解放军监察委员会副书记，军委人民武装委员会副主任 其妻李贞少将为中国人民解放军第一位女将官 | 1964年2月5日 59岁46天     |
| 叶 飞 上将             |      | 福建省委书记(第一) 福建省人民委员会省长 南京军区副司令员 福建省军区司令员兼政治委员                                                | 1914年5月7日 41岁143天   | 正兵团级      | 菲律宾归侨 一级八一勋章、一级独立自由勋章、一级解放勋章 后任福州军区司令兼政委，福建省政协主席，华东局书记处书记，交通部部长，海军第一政委、司令，全国人大常委会副委员长、华侨委员会主任委员 | 1999年4月18日 84岁346天   |
| 吕正操 上将            |      | 铁道部副部长 总参谋部军事交通部部长                                                                                                | 1905年1月4日 50岁266天   | 副兵团级      | 原东北军将领 一级独立自由勋章、一级解放勋章 后任铁道部代部长，铁道兵第一政委，铁道部部长，铁道兵政委，全国政协副主席 开国上将中最后逝世、享年最长者 | 2009年10月13日 104岁282天 |
| 朱良才 上将            |      | 北京军区政治委员 | 1900年9月27日 55岁0天    | 正兵团级      | 一级八一勋章、一级独立自由勋章、一级解放勋章 1958年因健康原因离职休养 | 1989年2月22日 88岁148天   |
| 刘 震 空军上将         |      | 空军副司令员 | 1915年3月3日 40岁208天   | 副兵团级      | 一级八一勋章、一级独立自由勋章、一级解放勋章 后任空军学院院长、政委，沈阳军区副司令，新疆军区司令，新疆维吾尔自治区党委第三、第二书记，军事科学院副院长 | 1992年8月20日 77岁170天   |
| 刘亚楼 空军上将        |      | 空军司令员 | 1910年4月8日 45岁172天   | 正兵团级      | 一级八一勋章、一级独立自由勋章、一级解放勋章 后任国防部副部长，国防部第五研究院院长，国防部国防科学技术委员会副主任 | 1965年5月7日 55岁29天     |
| 许世友 上将            |      | 副总参谋长 南京军区司令员 | 1906年2月28日 49岁211天  | 正兵团级      | 一级八一勋章、一级独立自由勋章、一级解放勋章 后任国防部副部长，华东局书记处书记，江苏省革委会主任，中共中央政治局委员，江苏省委第一书记，广州军区司令，中越战争东线总指挥，中央军委常委，中顾委副主任 | 1985年10月22日 79岁236天  |
| 苏振华 海军上将        |      | 海军副政治委员兼政治部主任 | 1912年6月2日 43岁117天   | 正兵团级      | 二级八一勋章、一级独立自由勋章、一级解放勋章 后任海军政委，中央军委副秘书长，海军第一副司令、第一政委，中央军委常委，上海市委第一书记，市革委会主任，中共中央政治局委员 | 1979年2月7日 66岁250天    |
| 李 达 上将             |      | 国防部副部长 训练总监部副部长兼计划和监察部部长                                                                                    | 1905年4月19日 50岁161天  | 正兵团级      | 一级八一勋章、一级独立自由勋章、一级解放勋章 后任国家体委副主任，副总参谋长，解放军体育指导委员会主任，中央军委顾问 | 1993年7月12日 88岁84天    |
| 李 涛 上将 瑶族        |      | 总参谋部技术部部长 | 1905年9月4日 50岁23天    | 正兵团级      | 一级八一勋章、一级独立自由勋章、一级解放勋章 后任总参谋部第三部政委 | 1970年12月20日 65岁107天  |
| 李天佑 上将            |      | 广西省委书记(时设第一书记) | 1914年1月8日 41岁262天   | 副兵团级      | 一级八一勋章、二级独立自由勋章、一级解放勋章 后任广州军区第一副司令、代司令，副总参谋长 | 1970年9月27日 56岁262天   |
| 李志民 志愿军上将      |      | 中国人民志愿军政治委员 | 1906年7月9日 49岁80天    | 副兵团级      | 一级八一勋章、一级独立自由勋章、一级解放勋章 后任高等军事学院副政委兼政治部主任、政委，福州军区政委，中央军委顾问 | 1987年11月16日 81岁130天  |
| 李克农 上将            |      | 副总参谋长 中共中央保密委员会主任 中共中央调查部部长                                                                               | 1899年9月15日 56岁12天   | 正兵团级      | 一级八一勋章、一级独立自由勋章、一级解放勋章 | 1962年2月9日 62岁147天    |
| 李聚奎 上将            |      | 1958年7月授衔 总后方勤务部政治委员                                                                                                 | 1904年12月31日 53岁211天 | 副兵团级      | 一级八一勋章、一级独立自由勋章、一级解放勋章 授衔前担任石油工业部部长；后任高等军事学院院长，后勤学院政委，中央军委顾问 | 1995年6月25日 90岁176天   |
| 杨 勇 志愿军上将       |      | 中国人民志愿军司令员 | 1913年10月28日 41岁334天 | 正兵团级      | 一级八一勋章、一级独立自由勋章、一级解放勋章 后任北京军区司令，副总参谋长，华北局书记处书记，沈阳军区副司令，新疆军区司令，新疆维吾尔自治区党委第二书记，自治区革委会副主任，副总参谋长，军委战略委员会第二主任，中央军委列席常委、副秘书长、常委，中共中央书记处书记 | 1983年1月6日 69岁70天     |
| 杨成武 上将            |      | 副总参谋长 防空军司令员 北京军区兼京津卫戍区司令员                                                                                 | 1914年10月27日 40岁335天 | 正兵团级      | 一级八一勋章、一级独立自由勋章、一级解放勋章 后任第一副总参谋长，中央军委副秘书长，中央军委办公厅主任，代总参谋长，中央军委常委，军委办事组组长，第一副总参谋长，副总参谋长，福州军区司令，全国政协副主席、文史资料研究委员会主任 | 2004年2月14日 89岁110天   |
| 杨至成 上将 侗族       |      | 武装力量监察部副部长 | 1903年11月30日 51岁301天 | 副兵团级      | 一级八一勋章、二级独立自由勋章、一级解放勋章 后任军事科学院副院长兼院务部部长，高等军事学院副院长 | 1967年2月3日 63岁65天     |
| 杨得志 上将            |      | 济南军区司令员 | 1911年1月3日 44岁267天   | 正兵团级      | 一级八一勋章、一级独立自由勋章、一级解放勋章 后任山东省革委会副主任、主任，省委第一书记，武汉军区司令，昆明军区司令，中越战争西线总指挥，中央军委常委，国防部副部长，中共中央书记处书记，总参谋长，中央军委副秘书长，中共中央政治局委员，中华人民共和国中央军委委员，中顾委常委                                                                                               | 1994年10月25日 83岁295天  |
| 宋任穷 上将            |      | 中共中央副秘书长 中央组织部副部长(未到职) 总干部部第一副部长 中共解放军监察委员会副书记                                            | 1909年7月11日 46岁78天   | 正兵团级      | 一级八一勋章、一级独立自由勋章、一级解放勋章 后任第三机械工业部、第二机械工业部部长，东北局第一书记，沈阳军区第一政委，全国政协副主席，第七机械工业部部长，中央组织部部长，全国人大代表资格审查委员会副主任委员、主任委员，中共中央书记处书记，中共中央政治局委员，中顾委副主任                                                                                               | 2005年1月8日 95岁181天    |
| 宋时轮 上将            |      | 总高级步兵学校校长兼政治委员 | 1907年9月10日 48岁17天   | 正兵团级      | 一级八一勋章、一级独立自由勋章、一级解放勋章 后任军事科学院第一副院长、副院长、先后兼计划指导部、外国军事研究部部长，军事科学院院长，军委教育训练委员会主任，军委战史军史编审委员会副主任委员，中顾委常委 | 1991年9月17日 84岁7天     |
| 张宗逊 上将            |      | 副总参谋长 训练总监部副部长兼军事学院和学校部部长                                                                                  | 1908年2月7日 47岁232天   | 正兵团级      | 一级八一勋章、一级独立自由勋章、一级解放勋章 后任济南军区副司令，总后勤部部长 其子张又侠亦为解放军上将，现任中央军委副主席 | 1998年9月14日 90岁219天   |
| 张爱萍 上将            |      | 副总参谋长 | 1910年1月9日 45岁261天   | 副兵团级      | 一级八一勋章、一级独立自由勋章、一级解放勋章 后任国防科委副主任，人民武装委员会副主任，国防工业办公室副主任，中央专门委员会办公室副主任，国防科委主任，副总参谋长，国家科委第一副主任，军委科技装备委员会主任，中央专委办公室主任，国务院副总理，中央军委副秘书长，国务委员兼国防部部长，中华人民共和国中央军委委员，中顾委常委                                               | 2003年7月5日 93岁177天    |
| 陈士榘 工程兵上将      |      | 工程兵司令员 | 1909年4月14日 46岁166天  | 正兵团级      | 一级八一勋章、一级独立自由勋章、一级解放勋章 后任工程兵特种工程指挥部司令兼政委，中央军委顾问 | 1995年7月22日 86岁99天    |
| 陈再道 上将            |      | 武汉军区兼湖北省军区司令员 | 1909年1月24日 46岁246天  | 副兵团级      | 一级八一勋章、一级独立自由勋章、一级解放勋章 后任福州军区副司令，中央军委顾问，铁道兵司令，全国政协副主席 | 1993年4月6日 84岁72天     |
| 陈伯钧 上将            |      | 军事学院副院长 | 1910年11月26日 44岁305天 | 副兵团级      | 一级八一勋章、一级独立自由勋章、一级解放勋章 后任军事学院代院长，高等军事学院副院长、院长 | 1974年2月6日 63岁72天     |
| 陈奇涵 军法上将        |      | 中国人民解放军军事法院院长 | 1897年9月23日 58岁4天    | 正兵团级      | 一级八一勋章、一级独立自由勋章、一级解放勋章 后任最高人民法院副院长 | 1981年6月19日 83岁269天   |
| 陈明仁 上将            |      | 中国人民解放军第55军军长 | 1903年4月7日 52岁173天   | 正兵团级      | 原国军中将，获青天白日勋章。1949年在长沙起义 一级解放勋章 | 1974年5月21日 71岁44天    |
| 陈锡联 炮兵上将        |      | 炮兵司令员 | 1915年1月4日 40岁266天   | 正兵团级      | 一级八一勋章、一级独立自由勋章、一级解放勋章 后任炮兵学院院长，沈阳军区司令，东北局书记处书记，辽宁省革委会主任，中共中央政治局委员，辽宁省委第一书记，北京军区司令，国务院副总理，中央军委常委，主持中央军委日常工作，中顾委常委 | 1999年6月10日 84岁157天   |
| 周 桓 上将             |      | 沈阳军区政治委员 | 1910年2月22日 45岁217天  | 副兵团级      | 一级八一勋章、一级独立自由勋章、一级解放勋章 后任辽宁省委书记处书记，省政协副主席，文化部顾问 | 1993年10月27日 83岁247天  |
| 周士第 上将            |      | 训练总监部副部长兼军外训练部部长                                                                                                   | 1900年9月9日 55岁18天    | 正兵团级      | 一级八一勋章、一级独立自由勋章、一级解放勋章 1959年因健康原因离职休养。后任总参谋部顾问 | 1979年6月30日 78岁294天   |
| 周纯全 上将            |      | 武装力量监察部第一副部长 | 1905年10月6日 49岁356天  | 副兵团级      | 一级八一勋章、一级独立自由勋章、一级解放勋章 1958年因健康原因离职休养 | 1985年7月28日 79岁295天   |
| 赵尔陆 上将            |      | 第二机械工业部部长 | 1905年6月4日 50岁115天   | 正兵团级      | 一级八一勋章、一级独立自由勋章、一级解放勋章 后任国防部航空工业委员会副主任，第一机械工业部部长，国家经委副主任，中央军委国防工业委员会副主任，国务院国防工业办公室常务副主任，中央专门委员会办公室副主任，中共中央国防工业政治部主任 | 1967年2月2日 61岁243天    |
| 钟期光 上将            |      | 军事学院副政治委员兼政治部主任 | 1909年1月2日 46岁268天   | 副兵团级      | 一级八一勋章、一级独立自由勋章、一级解放勋章 后任军事学院政委，军事科学院副政委、兼战史研究部部长、顾问 | 1991年5月22日 82岁140天   |
| 洪学智 上将            |      | 总后方勤务部副部长兼参谋长 | 1913年2月2日 42岁237天   | 副兵团级      | 一级八一勋章、一级独立自由勋章、一级解放勋章 后任总后方勤务部部长，吉林省农业机械厅厅长、重工业厅厅长、石油化工局局长，国防工业办公室主任，总后勤部部长，中央军委副秘书长，中华人民共和国中央军委委员，总后勤部政委，全国政协副主席 1988年再次获授上将，最晚退役、退休之开国上将                                                                                              | 2006年11月20日 93岁291天  |
| 贺炳炎 上将            |      | 成都军区兼四川省军区司令员 四川省体育运动委员会主任                                                                                | 1913年2月5日 42岁234天   | 准兵团级      | 独臂将军（失去右臂） 一级八一勋章、一级独立自由勋章、一级解放勋章 开国上将中最早逝世、享年最轻者 | 1960年7月1日 47岁147天    |
| 郭天民 上将            |      | 训练总监部副部长兼军事出版部部长                                                                                                   | 1902年5月7日 53岁143天   | 副兵团级      | 一级八一勋章、一级独立自由勋章、一级解放勋章 后任训总副部长兼院校部部长，总参谋部军校部部长 | 1970年5月26日 68岁19天    |
| 唐 亮 上将             |      | 南京军区政治委员 | 1910年6月13日 45岁106天  | 副兵团级      | 二级八一勋章、一级独立自由勋章、一级解放勋章 后任南京军区第二政委，解放军军事政治大学政委，政治学院院长、政委 | 1986年11月20日 76岁160天  |
| 陶峙岳 上将            |      | 新疆军区副司令员 新疆生产建设兵团司令员                                                                                            | 1892年9月18日 63岁9天    | 正兵团级      | 原国军中将。1949年在迪化(今乌鲁木齐)起义 最年长之开国上将 一级解放勋章 后任湖南省政协副主席，省人大常委会副主任，全国政协副主席 | 1988年12月26日 96岁99天   |
| 黄永胜 上将            |      | 广州军区司令员 | 1910年11月17日 44岁314天 | 正兵团级      | 一级八一勋章、一级独立自由勋章、一级解放勋章 后任中南局书记处书记，广东省革委会主任，总参谋长，军委办事组组长，中共中央政治局委员，解放军军事政治大学校长 被開除黨籍，判处有期徒刑18年，剥夺政治权利5年 | 1983年4月26日 72岁160天   |
| 萧 华 上将             |      | 总政治部副主任 政治学院副院长 | 1916年1月21日 39岁249天  | 正兵团级      | 最年轻之开国上将 一级八一勋章、一级独立自由勋章、一级解放勋章 后任中央监察委员会副书记，总干部部部长，中央军委副秘书长，中共解放军监察委员会书记，总政治部主任，中央军委常委，军事科学院第二政委，兰州军区政委，甘肃省委第二书记，全国政协副主席 | 1985年8月12日 69岁203天   |
| 萧 克 上将             |      | 国防部副部长 训练总监部副部长兼陆军战斗训练部部长                                                                                  | 1907年7月14日 48岁75天   | 正兵团级      | (以軍隊資歴考量）之首（以時任職務排序) 一级八一勋章、一级独立自由勋章、一级解放勋章 后任训练总监部部长，农垦部副部长、代部长，解放军军事政治大学校长，军事学院院长、第一政委，国防部副部长，全国政协副主席，中顾委常委 | 2008年10月24日 101岁102天 |
| 阎红彦 上将            |      | 四川省委副书记 四川省人民委员会副省长 成都军区兼四川省军区副政治委员                                                               | 1909年10月26日 45岁336天 | 1952年 未评级 | 一级八一勋章、一级独立自由勋章、一级解放勋章 后任四川省委第四书记、书记处书记，重庆市委第一书记，云南省委第一书记，昆明军区政委，西南局书记处书记，云南省政协主席 | 1967年1月8日 57岁74天     |
| 彭绍辉 上将            |      | 副总参谋长 训练总监部副部长兼军事科学和条令部部长                                                                                  | 1906年9月6日 49岁21天    | 副兵团级      | 独臂将军（失去左臂） 一级八一勋章、一级独立自由勋章、一级解放勋章 后任军事科学院副院长兼战术研究部部长，副总参谋长 | 1978年4月25日 71岁231天   |
| 董其武 上将            |      | 中国人民解放军第69军军长 | 1899年11月27日 55岁304天 | 正兵团级      | 原国军中将，获青天白日勋章。1949年在包头起义 一级解放勋章 后任全国政协副主席 | 1989年3月3日 89岁96天     |
| 韩先楚 上将            |      | 副总参谋长 | 1913年1月30日 42岁240天  | 副兵团级      | 一级八一勋章、一级独立自由勋章、一级解放勋章 后任福州军区司令，福建省委书记处书记，省军管会主任，省革委会主任，省委第一书记，兰州军区司令，中央军委常委，全国人大常委会副委员长 | 1986年10月3日 73岁246天   |
| 傅 钟 上将             |      | 总政治部副主任兼宣传部部长 | 1900年6月28日 55岁91天   | 正兵团级      | 一级八一勋章、一级独立自由勋章、一级解放勋章 后任中国文联副主席，中顾委常委 | 1989年7月28日 89岁30天    |
| 傅秋涛 上将            |      | 总参谋部队列部部长 | 1907年8月3日 48岁55天    | 副兵团级      | 一级八一勋章、一级独立自由勋章、一级解放勋章 后任总参谋部动员部部长，军委人民武装委员会副主任，总参谋部顾问，中央纪委常委 | 1981年8月25日 74岁22天    |
| 谢富治 上将            |      | 云南省委书记处书记(第一) 昆明军区司令员兼政治委员                                                                                  | 1909年9月26日 46岁1天    | 正兵团级      | 一级八一勋章、一级独立自由勋章、一级解放勋章 后任云南省政协主席，省委第一书记，武装警察部队/公安部队司令兼政委，公安部部长，中央保密委员会主任，国务院内务办公室主任，国务院副总理，中共中央书记处书记，中央军委常委，北京市革委会主任，北京军区政委北京卫戍区第一政委，中共中央政治局委员，北京市委第一书记，北京军区第一政委 被开除党籍，確认为"林彪、江青反革命集团案"主犯 | 1972年3月26日 62岁182天   |
| 赖传珠 上将            |      | 总干部部第一副部长 | 1910年4月3日 45岁177天   | 正兵团级      | 一级八一勋章、一级独立自由勋章、一级解放勋章 后任北京军区政委，沈阳军区政委、第二政委 | 1965年12月24日 55岁265天  |

- 57名开国上将中，计有49人获一级八一勋章(另有3人获二级)，51人获一级独立自由勋章(另有2人获二级)，57人获一级解放勋章，共47人获得全部三枚一级勋章。

开国上将中共有25人曾担任48个国家级副职的职位，但无人担任过中央军委副主席：
- 中华人民共和国副主席　 2人：乌兰夫、王震
- 中共中央政治局委员　　10人：许世友、陈锡联、黄永胜、谢富治、韦国清、乌兰夫、苏振华、王震、杨得志、宋任穷
- 中共中央书记处书记　　 4人：谢富治、杨得志、宋任穷、杨勇
- 中共中央东北局第一书记 1人：宋任穷
- 全国人大常委会副委员长 4人：韦国清、乌兰夫、叶飞、韩先楚
- 国务院副总理　　　　 　5人：乌兰夫、谢富治、陈锡联、王震、张爱萍
- 国务委员　　　　 　　　1人：张爱萍
- 全国政协副主席　　　　11人：宋任穷、韦国清、乌兰夫、萧克、董其武、陶峙岳、杨成武、萧华、陈再道、吕正操、洪学智
- 中顾委副主任　　　 　　3人：许世友、王震、宋任穷
- 中顾委常委 (不含副主任) 7人：王平、萧克、宋时轮、陈锡联、傅钟、杨得志、张爱萍

## 1988年实行新军衔制至今（220位）
以授衔仪式日期为序：

## 上将对应职务
现时中国人民解放军上将军衔是中央军委副主席、中央军委委员、正战区职唯一的职务等级编制军衔。
- 1988年实行新军衔制，可授上将的职务依次为：中央军委副主席，中央军委委员，国防部长，总参谋长，总政治部主任，及以下正大军区职：副总参谋长，总政治部副主任，中央军委纪委书记，总后勤部部长、政委，国防科工委主任、政委，军事科学院院长、政委，国防大学校长、政委，七大军区司令、政委，海军司令、政委，空军司令、政委，第二炮兵司令、政委。
- 其后，因1995年武警部队升格正大军区级，增加武警部队司令、政委；1998年总装备部代替原国防科工委，增加总装备部部长、政委。
- 其间，部分担任以下职务的将领明确为正大军区职并获上将军衔：中央军委纪委第二书记，总参谋部警卫局局长，总装备部科技委主任兼总装备部副部长。
- 1994年前，因正大军区职对应基准军衔为中将，部分正大军区职将领最后以中将军衔退役；
- 1994年后，正大军区职对应军衔为上将、中将，担任以上职务者均在退役前晋升上将军衔。
- 2015年军改以来，新调整组建的军委联合参谋部、军委政治工作部、军委纪委为正战区级，军委后勤保障部、军委装备发展部、军事科学院、国防大学为副战区级，应授上将的职务依次为：中央军委副主席，中央军委委员，国防部长，及以下正战区职：军委联合参谋部参谋长，军委政治工作部主任，军委纪委书记；东南西北中部五大战区司令、政委；陆军、海军、空军、火箭军的司令、政委；武警部队司令、政委，共计正战区职以上职务26位。
- 从授衔实践来看，担任以下副战区级职务的将领可以高配正战区职，同时存在中将/上将待遇：军委联合参谋部副参谋长，军委政治工作部副主任，军委后勤保障部部长、政委，军委装备发展部部长、政委，军委政法委员会书记；军事科学院院长、政委，国防大学校长、政委。
- 个别正战区职将领可能担任上述以外的副战区级职务，在军改之前的副总参谋长转为中央军委联合参谋部副参谋长时所有担任此职务的将领均保留正战区职务。相同规则同样在军改后适用，即担任过正战区级职务的将领即使转岗副战区岗位同样保留正战区级别。例如国防大学政委郑和，中央军委联合参谋部副参谋长徐起零，此前分别担任国防大学校长和西部战区司令员，均为正战区级职务。

## “六星上将”
洪学智曾于1955年、1988年两度被授予上将军衔，因中国人民解放军上将军衔标志为三颗星徽，故被人称为“六星上将”。
- 1955年9月，中国人民解放军首次实行军衔制，时任总后方勤务部副部长的洪学智，被授予上将军衔。
- 1988年9月，中国人民解放军恢复军衔制，时任中央军委委员、副秘书长的洪学智，再度被授予上将军衔。

## 父子上将
解放军历史上，出现过两对“父子上将”，分别为：张震、张海阳父子；张宗逊、张又侠父子。
- 张震、张海阳父子
  - 张震（1914－2015），1955年被授予中将军衔（开国中将）。1988年被授予上将军衔，时任国防大学校长。
  - 张海阳（1949－），张震第三子。2009年晋升上将军衔，时任成都军区政治委员。
- 张宗逊、张又侠父子
  - 张宗逊（1908－1998），1955年被授予上将军衔（开国上将），时任副总参谋长兼训练总监部副部长。
  - 张又侠（1950－），张宗逊次子。2011年晋升上将军衔，时任沈阳军区司令员。

## 院士上將
- 丁衡高 上將		國防科工委主任	1994年当选中國工程院院士
- 杨学军 上將		軍事科學院院長	2011年当选中國科學院院士

## 未晋升上将的正大军区职/正战区职将领
1988年，实行新军衔制，《中国人民解放军军官军衔条例》规定大军区级正职的职务等级编制军衔为上将至少将，基准军衔为中将，至1993年仅部分资深正大军区职将领被授予了上将军衔；
1994年，全国人大常委会对军衔条例做出修改，调整正大军区职的职务等级编制军衔为上将、中将，上将为主要军衔，中将为辅助军衔，此后担任正大军区级职务的将领如无特殊情况均晋升了上将军衔；
2019年，中央军委发布《关于先行调整军级以上军官军衔晋升有关政策的通知》，正战区职的职务等级编制军衔为上将，将领在担任正战区级职务后随即晋升上将军衔，中央军委举行上将军衔晋升仪式也不再拘泥于固定月份。
| 将领            | 出生年月   | 军衔年份/时年 | 首任正大军区·正战区职务年份/时年/职务                  | 退役年份/时年 |
| --------------- | ---------- | ------------- | ------------------------------------------------------ | ------------- |
| 韩怀智 中将     | 1922年4月  | 1988年，66岁  | 1985年，63岁，副总参谋长                               | 1992年，70岁  |
| 刘安元 中将     | 1927年12月 | 1988年，61岁  | 1987年，60岁，总后勤部政委、第二炮兵政委、南京军区政委 | 1993年，66岁  |
| 伍绍祖 少将     | 1939年4月  | 1988年，49岁  | 1985年，46岁，国防科工委政委                           | 1988年，49岁  |
| 邢永宁 海军中将 | 1924年9月  | 1988年，64岁  | 1989年，65岁，国防科工委政委                           | 1992年，68岁  |
| 魏金山 海军中将 | 1927年4月  | 1988年，61岁  | 1990年，63岁，海军政委                                 | 1993年，66岁  |
| 朱 光 空军中将  | 1922年11月 | 1988年，66岁  | 1985年，63岁，空军政委                                 | 1992年，70岁  |
| 李旭阁 中将     | 1927年1月  | 1988年，61岁  | 1985年，58岁，第二炮兵司令                             | 1992年，65岁  |
| 刘立封 中将     | 1918年5月  | 1988年，70岁  | 1982年，64岁，第二炮兵政委                             | 1990年，72岁  |
| 宋克达 中将     | 1928年7月  | 1988年，60岁  | 1987年，59岁，沈阳军区政委                             | 1993年，65岁  |
| 周衣冰 中将     | 1922年2月  | 1988年，66岁  | 1987年，65岁，北京军区司令                             | 1990年，68岁  |
| 王成斌 中将     | 1928年1月  | 1988年，60岁  | 1990年，62岁，北京军区司令                             | 1993年，65岁  |
| 赵先顺 中将     | 1924年11月 | 1988年，64岁  | 1985年，61岁，兰州军区司令                             | 1990年，66岁  |
| 李宣化 中将     | 1922年4月  | 1988年，66岁  | 1985年，63岁，兰州军区政委                             | 1990年，68岁  |
| 傅奎清 中将     | 1920年11月 | 1988年，68岁  | 1985年，65岁，南京军区政委                             | 1990年，70岁  |
| 张仲先 中将     | 1926年1月  | 1988年，62岁  | 1985年，59岁，广州军区政委                             | 1992年，66岁  |
| 郑文翰 中将     | 1920年11月 | 1988年，68岁  | 1985年，65岁，军事科学院院长                           | 1990年，70岁  |
| 蒋顺学 中将     | 1926年6月  | 1988年，62岁  | 1990年，64岁，军事科学院院长                           | 1992年，66岁  |
| 杨永斌 空军中将 | 1927年10月 | 1988年，61岁  | 1990年，63岁，军事科学院政委                           | 1992年，65岁  |
| 张序三 海军中将 | 1929年2月  | 1988年，59岁  | 1992年，63岁，军事科学院政委                           | 1993年，64岁  |
| 徐芳春 中将     | 1921年2月  | 1988年，67岁  | 1984年，63岁，后勤学院院长，1985年任军事科学院副院长   | 1990年，69岁  |
| 刘 凯 中将      | 1923年1月  | 1988年，65岁  | 1990年确定为正大军区职，67岁，中央军委办公厅主任       | 1990年，67岁  |
| 刘存智 中将     | 1924年11月 | 1988年，64岁  | 1990年确定为正大军区职，66岁，广州军区副司令           | 1990年，66岁  |
| 何其宗 中将     | 1943年3月  | 1990年，47岁  | 1985年，42岁，副总参谋长、1992年转任南京军区副司令     | 1999年，56岁  |
| 周文元 中将     | 1940年7月  | 1990年，50岁  | 1985年，45岁，总政治部副主任、1992年转任沈阳军区副政委 | 1999年，59岁  |
| 张书国 中将     | 1960年8月  | 2016年，56岁  | 2017年，57岁，军委后勤保障部政委（正战区职）           | 2018年，58岁  |

注：何其宗、周文元是否明确为正大军区职存疑。

## 被公开处理的上将
1988年来，被公开处理的上将有9人，其中被剥夺/取消军衔者6人，均為中共十八大後落馬，理由都是「違反紀律，情節嚴重，影響惡劣，已喪失軍人的基本條件」：
- 徐才厚，2014年6月30日，中共中央政治局决定对徐才厚开除党籍，7月30日，中央军委决定给予徐才厚开除军籍、取消其上将军衔的处分。
- 郭伯雄，2015年7月30日，中共中央政治局决定对郭伯雄开除党籍，2016年7月25日，军事法院一审宣判，认定郭伯雄犯受贿罪，判处无期徒刑，剥夺政治权利终身，并处没收个人全部财产，追缴的赃款赃物上缴国库，剥夺上将军衔。
- 田修思，2016年7月9日立案侦查，2017年10月14日，中共中央确认对田修思开除党籍。
- 王建平，2016年12月29日立案侦查，2017年10月14日，中共中央确认对王建平开除党籍。
- 王喜斌，2017年2月24日涉嫌职务犯罪被调查。
- 张阳，2018年，中央军委决定对张阳开除军籍，取消其上将军衔，10月16日，中共中央决定对张阳开除党籍，追缴涉案财物。
- 房峰辉，2018年，中央军委决定对房峰辉开除军籍，取消其上将军衔，10月16日，中共中央决定对房峰辉开除党籍，移送审查起诉，2019年2月20日，军事法院宣判，认定房峰辉犯受贿罪、行贿罪、巨额财产来源不明罪，数罪并罚，决定执行无期徒刑，剥夺政治权利终身，并处没收个人全部财产，追缴的赃款赃物上缴国库。
- 魏凤和，2024年6月27日，中共中央决定对魏凤和开除党籍，移送军事检察机关审查起诉，此前中央军委已开除魏凤和军籍，取消其火箭军上将军衔。
- 李尚福，2024年6月27日，中共中央决定对李尚福开除党籍，移送军事检察机关审查起诉，此前中央军委已开除李尚福军籍，取消其陆军上将军衔。
- 苗华，2024年11月28日，涉嫌严重违纪，经中共中央研究决定停职检查。